# Mehmed-beg Minetović
Mehmed-beg Minetović je bil prvi sandžak-beg bosanskega sandžaka od leta 1463  do 1464 leta in pred tem sandžak-beg Smederevskega sandžaka. Turška kronista Ašikpašazade in Nešri, ki sta bila priča času, sta v svojih kronikah zapisala, da je sultan Mehmed II. Osvajalec (vladal 1451-1481) po osvojitvi bosanskega kraljestva leta 1463 za prvega bosanskega sandžak-bega imenoval Mehmed-bega Minetovića ali Minnetovića, kot ga imenujejo nekateri zgodovinarji. Nekateri zgodovinarji celo trdijo, da je bil Mehmed-beg Minetović po rodu iz nekdanje bosanske aristokracije, čeprav Muvekit v svojem delu "Zgodovina Bosne" navaja, da je bil njegov oče Minnet Tatar in da ga je v Bolgariji z njegovim plemenom naselil osmanski sultan. Mehmed I. (vladal 1413-1421). Po tem plemenu je dobilo ime današnje mesto v Bolgariji, Tatar-Pazardžik. Ko je postal guverner Bosne, je Mehmed-beg zgradil svojo džamijo na mestu današnje centralne vakufske uprave v Sarajevu. Mahala, ki je nastala iz omenjenih objektov, je bila poimenovana in zapisana kot Minnet-beg-zade Mehmedova. Prvič se omenja v katastrskem popisu iz leta 1485 zagotovo pa je nastala leta 1463 ali 1464. Mehmed-begova mošeja je pogorela leta 1697, vendar jo je  bosanski valija Abdulah-paše obnovil v letih 1782/83. Kasneje leta 1890 je bila ponovno porušena. Verjetno je Mehmed-beg Minetović leta 1464 sodeloval v osmanskem pohodu na Jajce, po tem letu pa se za njim izgubi vsaka sled. Kdaj je umrl, ni znano, vendar se domneva, da je umrl v Sarajevu in da je bil pokopan na velikem pokopališču, ki ločuje Ajas-pašo in Hadži Kemaluddinovo mahalo. Leta 1464 je bil Isa-beg Ishaković imenovan za bosanskega sandžak bega. 